# Балтійська козацька флотилія
Балтійська козацька флотилія — створена 1635 року, з козаків Запорозької Січі, задля бойових дій на Балтійському морі. Деякий час була єдиною боєздатною складовою частиною Балтійського флоту Речі Посполитої.

С. Чупруненко «Запорозькі козаки в човні»

Прославилась під час завершення польсько-шведського військового конфлікту 1635 року. Брала активну участь у бойових діях на Балтійському морі, відіграла вирішальну роль у підписанні польсько-шведської мирної угоди.

## Передумови створення
Перша третина XVII сторіччя пройшла у Європі під знаком Тридцятирічної війни. Одночасно, Річ Посполита знаходилась у стані безперервного військового конфлікту зі Швецією за володіння південно-східним узбережжям Балтійського моря. Чергова польсько-шведська війна закінчилась 1629 року перемир'ям, термін якого закінчувався у 1635 році. Щойно отримавши перемогу у Смоленській війні, Річ Посполита готувалася до відновлення бойових дій, та скористалася тим, що шведський трон після загибелі короля-полководця Густава II Адольфа посідала його малолітня дочка. Польські війська мали перевагу на суходолі, але на морі панував шведський флот. Своїми десантами він не давав закріпитися на узбережжі польським військам та тримав під контролем прусські порти.
Польща боєздатного флоту тоді не мала. Щойно створений регулярний польський флот (дванадцять кораблів: десять фрегатів і дві галери) після декількох сутичок майже припинив своє існування. Крім того, шведські морські сили нараховували сотні бойових і допоміжних кораблів. Але існував флот на Запоріжжі. Пригадавши подвиги козаків у Чорному морі, в королівському дворі запропонували королю Владиславу IV використати козацький флот проти шведів на Балтійському морі.
У цьому становищі польський король Владислав IV вимушений був звернутися по допомогу до запорізьких козаків.

## Формування ескадри
У травні 1635 року король Польщі Владислав IV направив розпорядження полковнику війська Запорозького Костянтину Вовку зібрати півтори тисячі козаків «добрих і з морем обізнаних» та направити їх на Німан. Одночасно він виділив кошти на будівництво 30 чайок.
До тодішнього Юрбурга (Литва) прибув «козак-суднобудівник». Під його керівництвом місцеві майстри, за кілька місяців збудували п'ятнадцять чайок з тридцяти замовлених. Ескадра була споруджена не повністю, внаслідок неналежного надання урядом будівельних матеріалів. Аби виправити становище, український суднобудівник запропонував перебудувати під чайки п'ятнадцять місцевих рибальських ботів. Ці судна, як і чайки, мали неглибоку осадку й за обрисами корпусу та оснащенням нагадували довгі кораблі вікінгів. Польський уряд забезпечив чайки необхідним обладнанням (компасами, секстантами, ліхтарями, котлами) та зброєю (гарматами, гаківницями, списами і баграми).
Тоді ж, у травні 1635 року було почато набір охочих козаків. Всього було записано близько тисячі реєстрових козаків, які мали досвід морських походів. Козаки, кількома загонами, в першій третині липня прибули до Ковна (нині Каунас).
19 липня 1635 року, через Литву, прибув зі своїм полком Костянтин Вовк, як писав польський хронікер того часу А. Радзивіл: «У великому порядку». Із гирла Німану козаки на чайках пішли під Королевець (Кенігсберг).

## Бойові дії
Тим часом, поки формувалась флотилія, бойові дії між Польщею та Швецією припинились. Шляхта втомлена тривалою війною, відмовлялась підтримувати її продовження й почалися чергові мирні перемовини. Проте, дипломатичні заходи не дали для Польщі доброго результату. Більше того, під час перемовин шведи захопили польський королівський флагманський корабель та відвели його до скандинавських берегів.
У такому становищі Владислав IV наказав полковнику Вовку йти у Вісленську затоку і виступити проти шведської ескадри. У ніч з 30 на 31 серпня козацька ескадра Вовка вийшла з гирла Німану, й штормовим морем здійснила нічний перехід з-під Королевця до Піллау (Балтійськ), на рейді якого знаходилась шведська ескадра. Козаки пройшли не виявлені шведами.
У бою козацькі чайки показали себе дуже добре. Завдяки малим розмірам та маневровості, вони мали перевагу у ближньому бою перед великими шведськими фрегатами. Під час бою у відкритому морі, козакам вдалося відрізати та захопити корабель, завантажений військовою амуніцією та харчами для війська.
Після абордажного бою, козаки «дуже настрашили шведів». Ця перемога в морі значно пришвидшила мирні перемовини. Крім того, захоплений козаками шведський корабель дав змогу польському королю, незабаром виміняти його на власний королівський флагман «Чорний орел» раніше захоплений шведами в Піллау.
Після гучної перемоги український флот ще два тижні чатував узбережжя від гирла Німану до Пілави, змушуючи шведів триматися на відстані.
12 вересня 1635 поляки уклали зі шведами мир на 26 років. 23 вересня  — король написав листа полковнику К. Вовку, в якому наказав «іти скромно додому», одержавши в Торуні зарплату козакам. Вояки отримали 15 тисяч золотих за службу й залишили усі захоплені ними трофеї. Чайки і весь припас було віддано на зберігання в Ковні, де «мали їх переховувати старанно». Цілком можливо, що польський король ще раз сподівався використати козацький флот на Балтійському морі. Проте цього не відбулося.